# Мухаммад Бей Абу аль-Дахаб
Мухаммад-бей Абу аль-Дахаб (1735 — 1775) — мамлюкский эмир и регент Османского Египта с 1773 года.

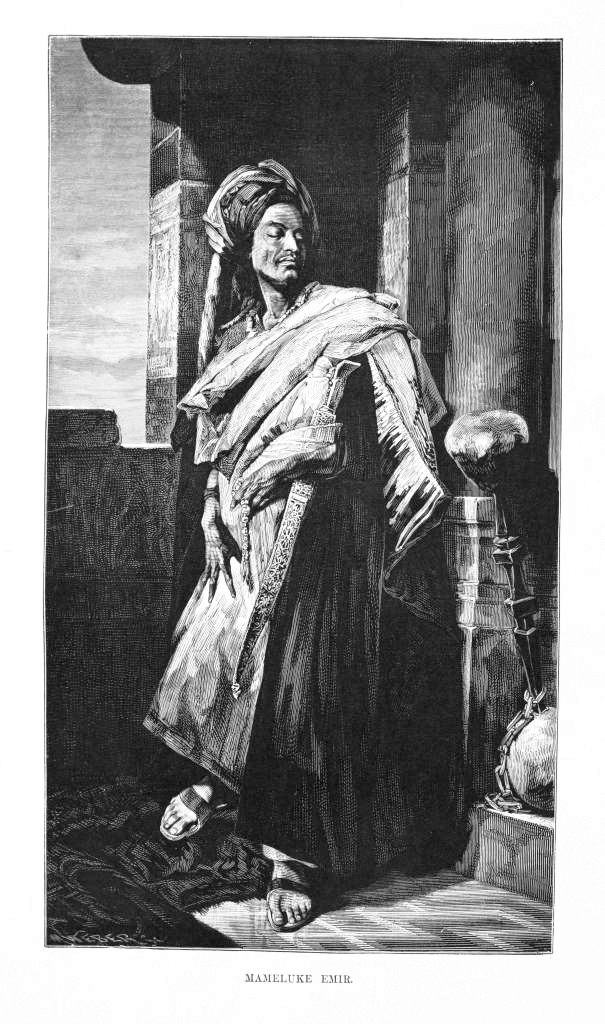
Мамлюкский эмир в Египте

## Биография
Родился на Северном Кавказе (в Черкессии или в Абхазии). В детстве был похищен и продан мамлюкскому эмиру Али-бею аль-Кабиру (1728—1773) в Египет. Он стал близким другом и любимцем Али-бея, одним из главных его военачальников и названным братом (по другим данным: зятем или приёмным сыном).

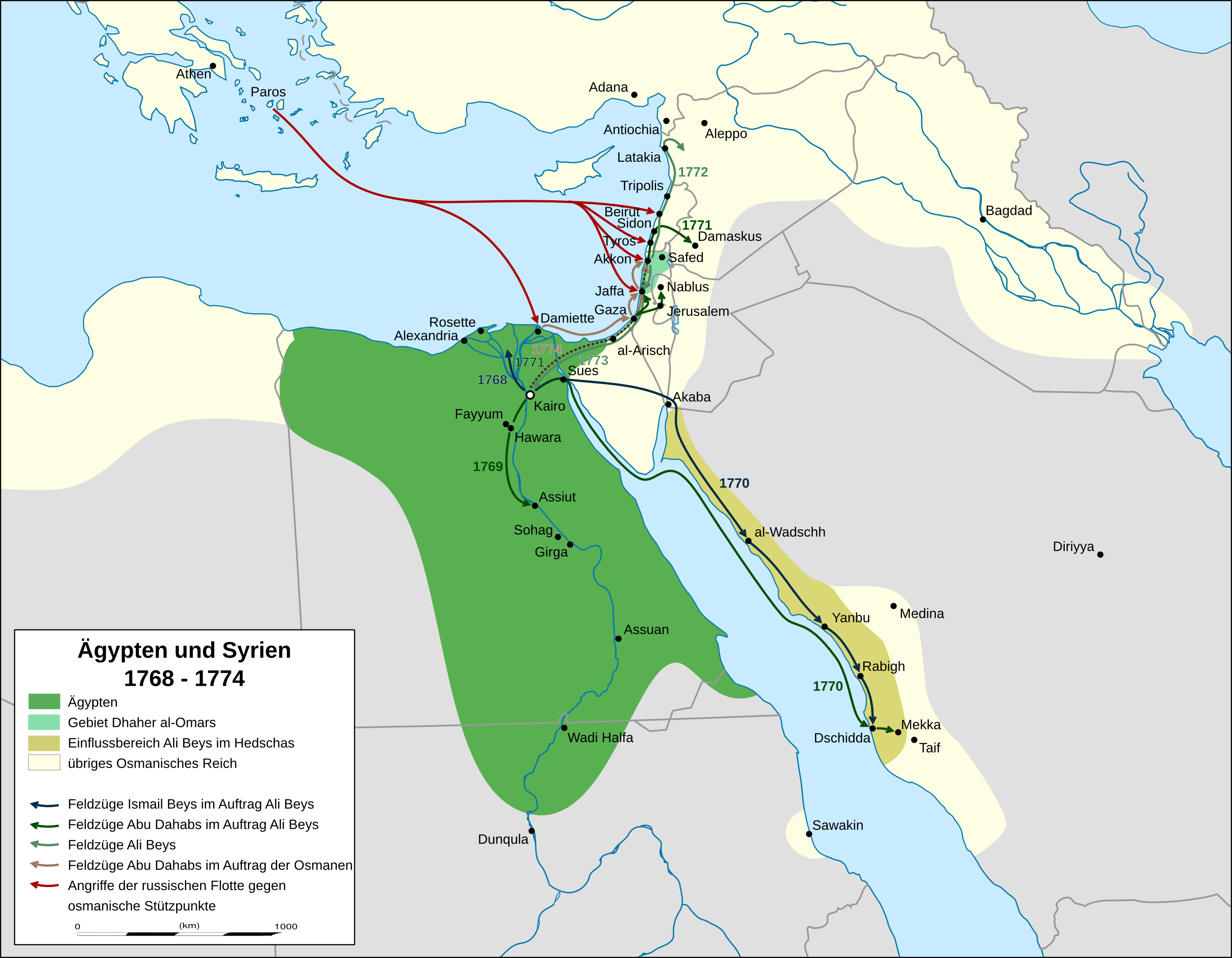
Войны мамлюков в Египте, Палестине и Сирии в 1768—1774 под руководством Али-бея и Мухаммад-бея.

Во время русско-турецкой войны (1768—1774) Али-бей объявил о независимости Египта от Османской империи. Действуя от имени Али-бея, Мухаммад-бей подавил восстание в Верхнем Египте (1769), захватил Хиджаз (1770) и в союзе с палестинским эмиром Дагиром завоевал большую часть Османской Сирии (1771).
В 1772 году Мухаммад-бей взял Дамаск и перешел на сторону Порты, передал все завоеванные территории османскому султану и выступил против Али-бея. Али-бей бежал к эмиру Дагиру в Акку, а Мухаммад-бей стал новым гражданским губернатором (шейх альбалядом) и фактическим правителем Египта.
Когда Али-бей в 1773 году с войском вернулся в Египет и попытался восстановить свои позиции, он был разбит под Каиром, где был взят в плен и умер от ран. В том же году османский султан утвердил его[уточнить] в должности губернатора Египта.
В 1774 году, по приказу османского султана, Мухаммад-бей вторгся в Палестину, чтобы разгромить восставшего эмира Дагира. Он завоевал города Газу, Яффу (где зверски вырезал всех жителей) и Акку.
В 1775 году Мухаммад-бей скончался от чумы в Акке. Его товарищи Мурад-бей и Ибрагим-бей — руководители мамлюкской группировки, стали новыми правителями в Египте.
После смерти Мухаммад-бея некоторые его мамлюки (в частности, Айюб-бей ад-Дефтердар и Ибрахим-бей ал-Вали) сумели достичь высокого положения в мамлюкской иерархии.